# Ramón Villeda Morales
Adolfo Villeda José Ramón Morales (ur. 26 listopada 1908, zm. 8 października 1971) – honduraski polityk, prezydent Hondurasu w latach 1957–1963; z zawodu lekarz.
Od 1949 r. stał na czele Liberalnej Partii Hondurasu. W 1954 wystartował w wyborach prezydenckich i zwyciężył, lecz ówczesny dyktator Julio Lozano Díaz nie dopuścił go do władzy. Gdy w 1957 r. Díaz został obalony przez przewrót wojskowy, Villeda objął urząd prezydenta 21 grudnia 1957. Dążył do realizowania umiarkowanych reform takich jak demokratyzacja kraju wprowadzenie świadczeń socjalnych i uchwalenie nowego kodeksu pracy, lecz 3 października 1963 r. utracił urząd prezydencki na skutek kolejnego przewrotu wojskowego. Był on spowodowany tym, iż decyzje polityczne Villedy spotykały się z aprobatą najbiedniejszych warstw, ale spowodowały niezadowolenie klas wyższych i wojskowych. W 1965 r. jeszcze raz ubiegał się o urząd prezydenta, lecz nie wygrał.
Jego imieniem nazwano m.in. jedną z sześciu gmin departamentu Gracias a Dios oraz port lotniczy San Pedro Sula. Miał sześciu synów, z których czwarty, Mauricio Villeda, startował w 2008 r. w wyborach prezydenckich.